# Quang Minh, Gia Lộc
Quang Minh là một xã thuộc huyện Gia Lộc, tỉnh Hải Dương, Việt Nam.
Xã Quang Minh có diện tích 3,96 km², dân số năm 1999 là 5222 người, mật độ dân số đạt 1319 người/km².
Xã Quang Minh nằm giáp với xã Nhật Tân, xã Đức Xương, xã An Đức, xã Đồng Quang. Xã có 5 thôn: Đỗ Xuyên (Đọ), Đông Cầu, Minh Tân (Tram), Đông Hào, Hậu Bổng(Bóng). xã có thị tứ trạm bóng đang phát triển rất mạnh mẽ với vị trí nằm trên đường 38b.

## Đình Hậu Bổng
Đình làng Hậu Bổng thờ thành hoàng là tướng nhà Đinh. Thần có tên húy Lê Viết Bạo, cha là Lê Cường, mẹ là Tô Thị Phương, nguyên quán Vụ Bản, Nam Định. Lê Viết Bạo có tài văn võ song toàn. Năm 18 tuổi, ông theo sứ quân Đinh Bộ Lĩnh ở Hoa Lư dẹp các sứ quân. Ông từng đóng quân ở thôn An Cư Lộc, khi ông mất được phong làm phúc thần, sắc phong về thờ làm thành hoàng.